# Chorowo
Chorowo (deutsch Chorow) ist ein Dorf in der Landgemeinde Kępice (Hammermühle) im Powiat Słupski (Powiat Stolp) der polnischen Woiwodschaft Pommern.

## Geographische Lage
Die Ortschaft liegt in Hinterpommern, etwa 26  Kilometer nordnordwestlich von Miastko (Rummelsburg i. Pom.), 19 Kilometer südsüdöstlich von Sławno (Schlawe), 7 ½ Kilometer südwestlich des Dorfs Kępice (Hammermühle) und zwei Kilometer südwestlich des Dorfkerns von Osowo (Wussow), zu dem der Wohnplatz gehört.

## Geschichte

Chorow, nordnordwestlich von Rummelsburg und südöstlich des Dorfs Wendisch Puddiger sowie südwestlich des Dorfs Wussow, auf einer Landkarte von 1915

Das ehemalige Gut Chorow war ursprünglich ein altes Lettowsches Lehen. Nachdem ein Teil des Gutes 1717 einem anderen Besitzer überlassen und dann vererbt worden war, kaufte Hans Ewald von Puttkamer diesen Teil am 2. April 1727 auf und verkaufte ihn am 14. Februar 1741 dem Generalmajor Adam Joachim von Podewils, der bereits einen anderen Teil dieses Gutes am 14. Mai 1725 von der Witwe von Puttkamer, Margaretha Dorothea geb. von Below, gekauft hatte. Nach dem Ableben des Generalmajors Graf von Podewils kam das ganze Gut Chorow an dessen Neffen, den Lieutenant bei dem dritten Bataillon der Garde, Adam Heinrich August Graf von Podewils, der es auch 1782 besaß und in der Vasallen-Tabelle von 1804 als 56 Jahre alter Besitzer eingetragen ist.
Um 1856 befand sich das inzwischen allodifizierte Rittergut Chorow im Besitz eines Herrn Mach, dem es seit 1847 gehörte. Laut Vasallentabelle befand sich das Gut am 1. Januar 1862 im Besitz von dessen Erben, an die es 1859 gekommen war.
Wegen des erfolgreichen Deutschen Kriegs war Otto von Bismarck im Frühjahr 1867 eine Nationalbelohnung in Höhe von 400.000 Talern mit der Auflage bewilligt worden, von dem Kapital Immobilien zu erwerben. Er kaufte die Gutsherrschaft Varzin, zu der damals die Nebengüter Wussow, Wendisch Puddiger und Misdow sowie das Vorwerk Charlottenthal (heute wüst liegend) gehörten, und 1868 das Gut Seelitz; 1874 gelangte auch das Rittergut Chorow in seine Hände. 1884 und 1892 wird er als Besitzer des Ritterguts Chorow mit dem Vorwerk Neu-Chorow angegeben.
Am 1. Dezember 1913 wurden auf dem 950 Hektar umfassenden Rittergut Chorow 29 viehhaltende Haushaltungen gezählt, die zusammen 43 Pferde, 277 Stück Rindvieh, 95 Stück Borstenvieh, 85 Gänse, 461 Hühner und 36 Truthühner hielten.
Am 1. April 1927 hatte das Gut Chorow eine Flächengröße von 950 Hektar, und am 16. Juni 1925 hatte der Gutsbezirk 202 Einwohner. Am 30. September 1928 wurde der Gutsbezirk Chorow zusammen mit dem Gutsbezirk Wussow in die Landgemeinde Wussow eingegliedert.
Die Landgemeinde Wussow mit dem Wohnplatz Chorow gehörte im Jahr 1945 zum Landkreis Rummelsburg im Regierungsbezirk Köslin der preußischen Provinz Pommern des Deutschen Reichs und war dem Amtsbezirk Varzin zugeordnet. Das Standesamt befand sich in Wussow.
Gegen Ende des Zweiten Weltkriegs wurde Chorow zusammen mit Wussow am 5. und 6. März 1945 von der Roten Armee besetzt. Danach wurde der Wohnplatz Chorow zusammen mit ganz Hinterpommern von der Sowjetunion der Volksrepublik Polen zur Verwaltung überlassen. In den Jahren 1946 und 1957 wurde die einheimische Bevölkerung  von der polnischen Administration aus Chorow vertrieben. Der Ortsname Chorow wurde zu Chorowo polonisiert.
Das Dorf bildet heute einen Teil der Landgemeinde Kępice im Powiat Słupski.

### Demographie
| Jahr | Einwohner | Anmerkungen |
| ---- | --------- | --- |
| 1782 | –         | adliges Gut mit einem Vorwerk und 17 Feuerstellen (Haushaltungen), zu Wussow in der Schlaweschen Synode eingepfarrt |
| 1818 | 93        | Dorf, adlige Besitzung, zum Kirchspiel Wussow gehörig                                                               |
| 1832 | 130       | Dorf, mit zwölf Häusern und einem Patrimonialgericht, adlige Besitzung, zum Kirchspiel Wussow gehörig               |
| 1852 | 170       | Dorf |
| 1864 | 184       | am 3. Dezember, Gutsbezirk mit dem Vorwerk Neu-Chorow                                                               |
| 1867 | 183       | am 3. Dezember, Gutsbezirk                                                                                          |
| 1871 | 172       | am 1. Dezember, Gutsbezirk, sämtlich Evangelische                                                                   |
| 1885 | 207       | am 1. Dezember, Gutsbezirk, mit einem Flächeninhalt von 951 Hektar, sämtlich Evangelische                           |
| 1895 | 255       | am 2. Dezember, Gutsbezirk, mit einem Flächeninhalt von 950,1 Hektar, davon 248 Evangelische und sieben Katholiken  |
| 1010 | 235       | am 1. Dezember |
| 1925 | 202       | am 16. Juni |

## Kirche

### Kirchspiel bis 1945
Das evangelische Kirchspiel Wussow gehörte bis 1945 zum Kirchenkreis Schlawe in der Kirchenprovinz Pommern der Evangelischen Kirche der Altpreußischen Union.
Ds katholische Kirchspiel war in Rummelsburg i. Pom.

### Kirchspiel seit 1946
Die seit 1945 und Vertreibung der Einheimischen hier lebende polnische Dorfbevölkerung ist größtenteils römisch-katholisch und gehört der Römisch-katholischen Kirche in Polen an.
Die wenigen hier lebenden evangelischen Kirchenglieder werden von der Evangelisch-Augsburgischen Kirche in Polen betreut. Das zuständige Pfarramt ist das der Kreuzkirche in Słupsk (Stolp).

## Persönlichkeiten
- Adam Joachim Graf von Podewils (1697–1764), preußischer Offizier, war seit 1741 alleiniger Besitzer des Ritterguts Chorow
- Otto von Bismarck (1815–1898), deutscher Politiker und Staatsmann, erwarb 1874 das Rittergut Chorow